# 泉井
泉井位于浙江省江山市石门镇江郎山村下属的泉井自然村。
2010年7月19日，泉井公布为第五批江山市文物保护单位，编号5-3-27。2011年与泉井周氏宗祠列入第六批浙江省文物保护单位，编号6-366。